# I’m Breathless
I’m Breathless – Music from and Inspired by the Film Dick Tracy – album Madonny zawierający utwory z filmu Dick Tracy oraz piosenki nim zainspirowane.
Jedna z trzech piosenek z filmu, jakie zostały umieszczone na albumie, zatytułowana „Sooner or Later” otrzymała Oscara za rok 1990 w kategorii Najlepsza oryginalna piosenka filmowa. Była to pierwsza z dwóch piosenek w wykonaniu Madonny, jakie do tej pory zyskały uznanie Amerykańskiej Akademii Sztuki i Wiedzy Filmowej.
Z albumu wydano tylko dwa single: „Vogue”, którego początkowo nie planowano umieszczać na albumie, oraz „Hanky Panky”.
W USA wydawnictwo sprzedano w nakładzie 2 milionów kopii, natomiast na całym świecie w ilości 5 milionów.

## Lista utworów
| #   | Tytuł | Czas |
| --- | --- | ---- |
| 1.  | „He's a Man” Autor: Madonna Ciccone, Patrick Leonard Producent: Madonna, Patrick Leonard                                                                               | 4:44 |
| 2.  | „Sooner or Later” Autor: Stephen Sondheim Producent: Madonna, Bill Bottrell                                                                                            | 3:20 |
| 3.  | „Hanky Panky” Autor: Madonna Ciccone, Patrick Leonard Producent: Madonna, Patrick Leonard                                                                              | 3:59 |
| 4.  | „I'm Going Bananas” Autor: Michael Kernan, Andy Paley Producent: Madonna, Patrick Leonard                                                                              | 1:44 |
| 5.  | „Cry Baby” Autor: Madonna Ciccone, Patrick Leonard Producent: Madonna, Patrick Leonard                                                                                 | 4:06 |
| 6.  | „Something to Remember” Autor: Madonna Ciccone, Patrick Leonard Producent: Madonna, Patrick Leonard                                                                    | 5:06 |
| 7.  | "„Back in Business” Autor: Madonna Ciccone, Patrick Leonard Producent: Madonna, Patrick Leonard                                                                        | 5:13 |
| 8.  | „More” Autor: Stephen Sondheim Producent: Madonna, Bill Bottrell | 4:59 |
| 9.  | „What Can You Lose” duet z Mandym Patinkinem Autor: Stephen Sondheim Producent: Madonna, Bill Bottrell                                                                 | 2:09 |
| 10. | „Now I'm Following You (Part I)” duet z Warrenem Beattym Autor: Andy Paley, Jeff Lass, Ned Claflin, Jonathan Paley Producent: Madonna, Patrick Leonard                 | 1:34 |
| 11. | „Now I'm Following You (Part II)” duet z Warrenem Beattym Autor: Andy Paley, Jeff Lass, Ned Claflin, Jonathan Paley Producent: Madonna, Patrick Leonard, Kevin Gilbert | 3:19 |
| 12. | „Vogue” Autor: Madonna Ciccone, Shep Pettibone Producent: Madonna, Shep Pettibone, Craig Kostich                                                                       | 4:49 |

## Twórcy
- Wokal: Madonna
- Perkusja: Jeffrey Porcaro, Carlos Vega and John Guerin Luis Conte
- Bas: Guy Pratt, Abraham Laboriel and Bob Magnusson
- Bas Synth by Patrick Leonard
- Keyboard: Patrick Leonard
- Pianino: Bill Schneider
- Akustyczne Pianino: Randy Waldman
- Tenor Sax: Bob Cooper
- Alto Sax: Abe Most
- Saksofon: Dave Boruff and Jeff Clayton
- Klarnet: Abe Most and Mahlon Clark
- Tąbka: Tony Terran
- Puzon: Charlie Loper
- Hi-hat: Jonathan Moffett
- Mariachis: Samuel Nolasco and Xavier Serrano

## Certyfikaty i sprzedaż
| Kraj              | Certyfikat          | Sprzedaż  |
| ----------------- | ------------------- | --------- |
| Australia         | 2 x platynowa płyta | 70 000    |
| Austria           | złota płyta         | 25 000    |
| Brazylia          | złota płyta         | 150 000   |
| Finlandia         | platynowa płyta     | 37 000    |
| Francja           | 2 x złota płyta     | 300 000   |
| Hiszpania         | 2 x platynowa płyta | 220 000   |
| Holandia          | —                   | 35 000    |
| Irlandia          | platynowa płyta     | 100 000   |
| Japonia           | —                   | 325 000   |
| Kanada            | 2 x platynowa płyta | 200 000   |
| Meksyk            | —                   | 100 000   |
| Niemcy            | platynowa płyta     | 500 000   |
| Singapur          | 4 x platynowa płyta | 60 000    |
| Stany Zjednoczone | 2 x platynowa płyta | 2 200 000 |
| Szwajcaria        | złota płyta         | 25 000    |
| Wielka Brytania   | 2 x platynowa płyta | 600 000   |
| Włochy            | 3 x platynowa płyta | 300,000   |

## Single
| #  | Tytuł       | Data wydania  | [ 4 ]            | Unia Europejska | [ 5 ]            | Polska |
| -- | ----------- | ------------- | ---------------- | --------------- | ---------------- | ------ |
| 1. | Vogue       | marzec 1990   | # 1 (3 tygodnie) | # ?             | # 1 (4 tygodnie) | —      |
| 2. | Hanky Panky | czerwiec 1990 | # 10             | # ?             | # 2              | —      |